# Slotkapel (Egmond)

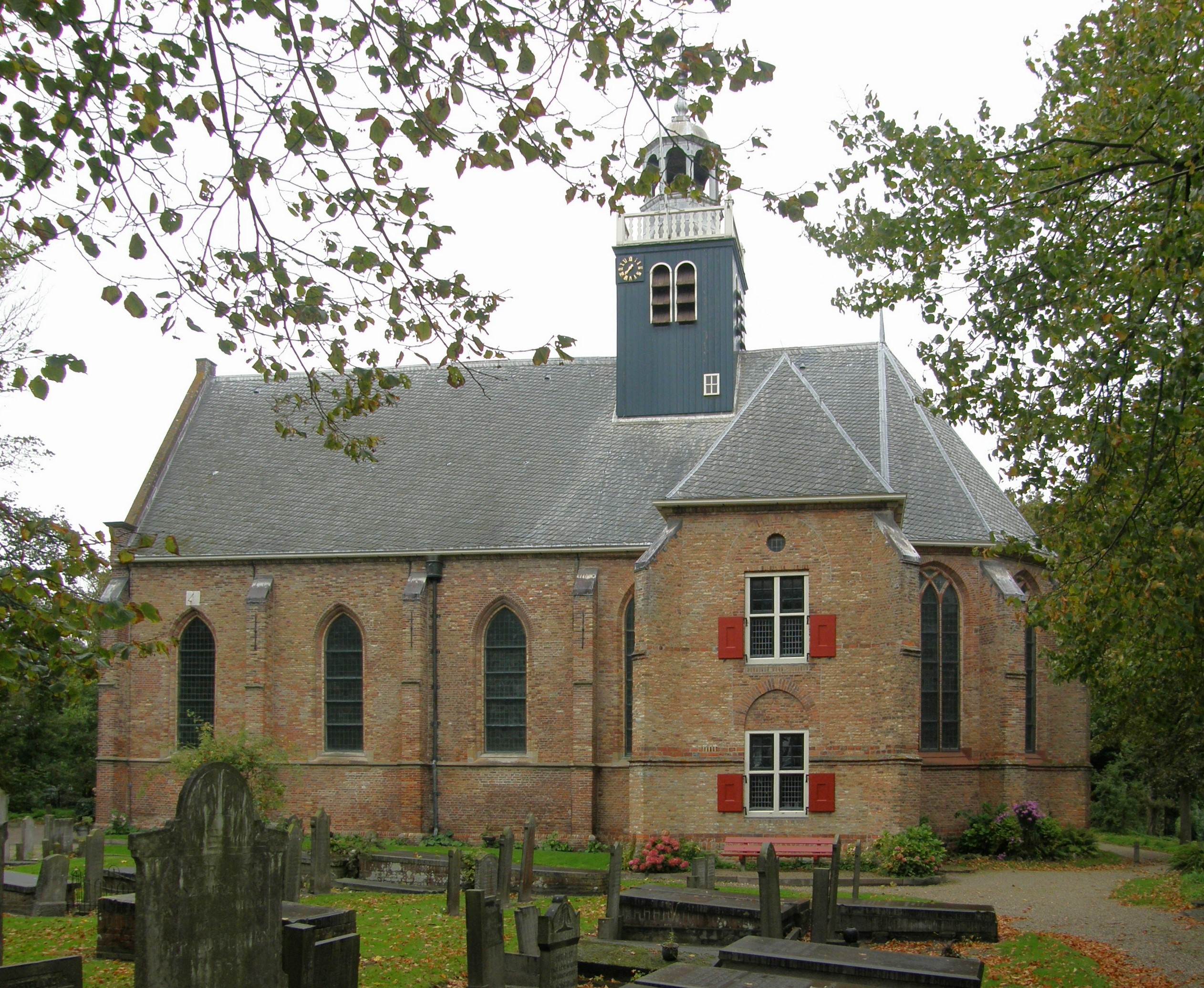
Ansicht der Kapelle von Süden

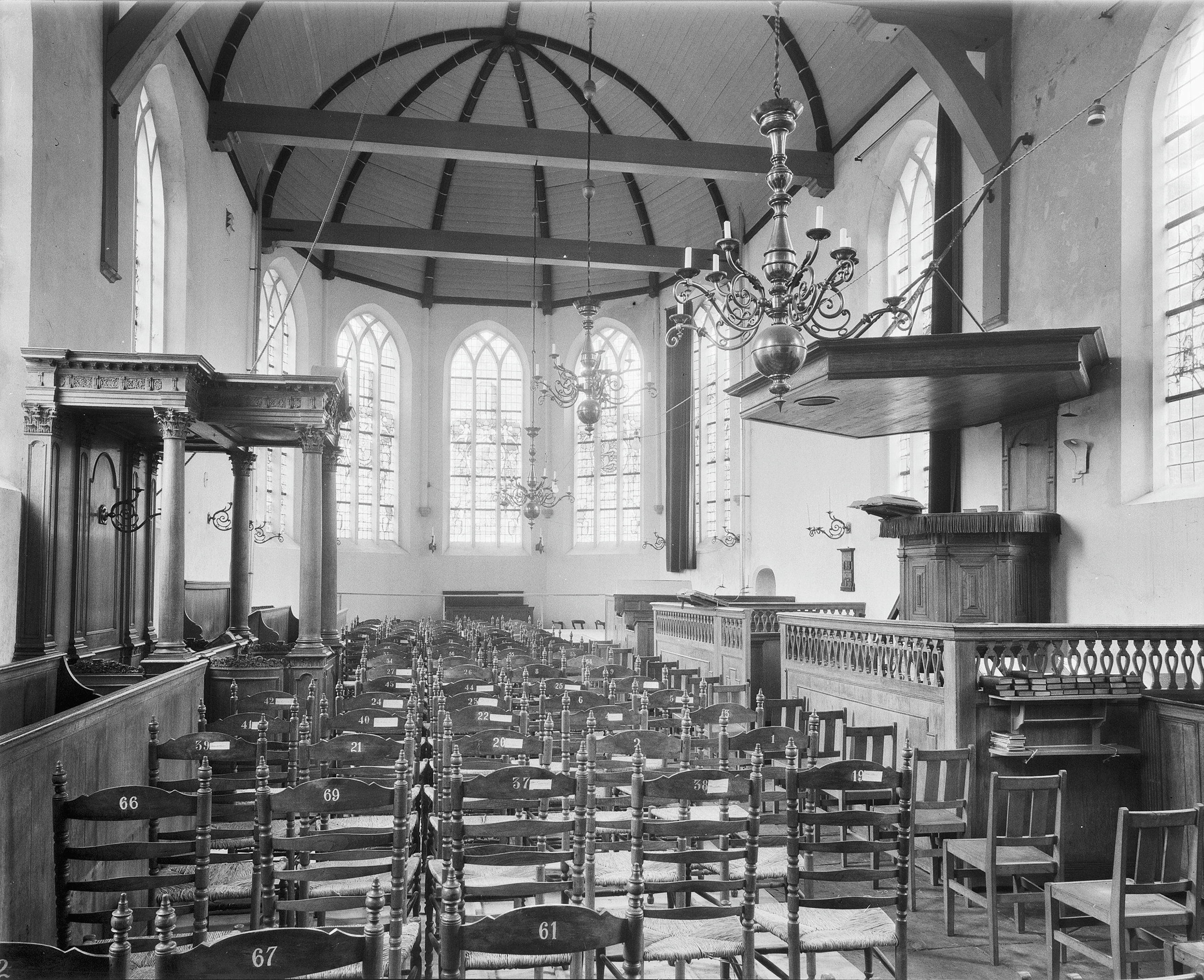
Inneres

Die Slotkapel (deutsch: Schlosskapelle) ist ein spätgotisches Kirchengebäude in Egmond aan den Hoef, einem Ortsteil von Egmond in der niederländischen Provinz Noord-Holland. Das Bauwerk wird durch die Kirchengemeinde Egmond innerhalb der Protestantischen Kirche in den Niederlanden genutzt, aus deren Besitz es für den Unterhalt in eine Stiftung überführt wurde. Das Kirchengebäude ist seit 1968 als Rijksmonument eingestuft.

## Geschichte
Das ursprünglich als Kapelle der Burg der Herren von Egmond errichtete Gotteshaus war vor der Einführung der Reformation dem Patrozinium der heiligen Katharina von Alexandrien unterstellt und geht auf einen Vorgängerbau aus dem 13. Jahrhundert zurück. Dieser wurde 1431 auf Veranlassung von Jan II. von Egmond teilweise abgebrochen und als repräsentatives spätgotisches Gotteshaus mit einschiffigem Langhaus und zwei niedrigeren Anbauten als Pseudokreuzarmen hergerichtet, so dass das Bauwerk einen kreuzförmigen Grundriss erhielt. Im selben Jahr gründete Jan an der Kirche ein Kollegiatstift und stattete das Kapitel mit Grundbesitz im Raum Egmond aus.
Im Zuge der Belagerung von Alkmaar während des Achtzigjährigen Krieges wurde auch die Kapelle durch die Geusen am 7. Juni 1573 in Brand gesetzt, um zu verhindern, dass sich spanische Truppen in Egmond einquartierten. Die schweren Beschädigungen durch den Brand wurden erst ab 1633 durch eine Restaurierung im Auftrag der Staaten von Holland behoben. Teile der Nordfassade wurden umgebaut und ein neues Dach errichtet. Zu dieser Zeit wurden auch die Buntglasfenster geschaffen, die von verschiedenen Städten und Adelsfamilien gespendet worden waren. Im Anschluss an die Bauarbeiten wurde die Kapelle an die Niederländische Reformierte Kirche übergeben.
1913/14 wurde die Schlosskapelle dank einer anonymen Spende teilweise restauriert. Während dieser Restaurierung wurde der Eingang in der Südfassade zugemauert. Zwischen 1960 und 1966 konnten weitere Herstellungsmaßnahmen stattfinden. 1983 wurde festgestellt, dass sich die Schlosskapelle in einem sehr schlechten baulichen Zustand befand. Da der Kirchengemeinde jedoch die finanziellen Mittel fehlten, wurde 1984 eine Stiftung zur Restaurierung der Schlosskapelle gegründet, in deren Besitz die Kapelle 1987 überging.

## Orgel
Seit 1933 befand sich eine von Hendrik Spanjaard erbaute Orgel in der Kapelle. Dieses Instrument wurde im Jahr 1992 durch eine ursprünglich 1898 für die Gereformeerde Kerk in Wirdum durch die Firma Bakker & Timmenga errichtete Orgel ersetzt. Die Orgel wurde durch die Erbauerfirma restauriert und in Egmond wieder aufgebaut. 2015 wurde das Instrument erweitert.